# Vera Ínber
Vera Mikhàilovna Ínber, rus: Ве́ра Миха́йловна И́нбер, nascuda Xpéntser, rus: Шпенцер (10 de juliol [C.J. 28 de juny] de 1890, Odessa, Imperi Rus – 11 de novembre de 1972, Moscou, fou una  poeta, prosista, traductora i periodista russa i soviètica. Guanyadora del Premi Stalin de segon grau (1946).
El seu pare, Moissei Lípovitx (Filíppovitx) Xpéntser (1860—1927), era l'amo d'una gran impremta, president de l'associació científica d'editors "Mathesis" (1904 - 1925). La seva mare, Fanni Solomónovna Xpéntser (de soltera Grinberg), era mestra de llengua russa i cap de l'escola estatal per a nenes jueves. Junt amb la seva família, dels 9 als 15 anys, va viure amb Lev Trotski (cosí del seu pare) durant els seus estudis a l'Escola Reial d'Odessa, el 1889-1895.
Vera va assistir breument a la facultat de Filologia i Història a la Universitat de la Dona d'Odessa. Els seus primers poemes van ser publicats el 1910 als diaris locals. El 1910-1914 va viure a París i Suïssa; després es va traslladar a Moscou. Durant la dècada de 1920 va treballar com a periodista, escrivint prosa, articles i assaigs, i viatjant per tot el país i l'estranger.
Durant la Segona Guerra mundial va viure a l'assetjada Leningrad, on el seu marit va treballar com a director en un institut mèdic. Gran part de la seva poesia i prosa en aquests moments es dedica a la vida i la resistència dels ciutadans soviètics. El 1946 va rebre el Premi Stalin pel seu poema "Meridià de Púlkovo", rus: Пулковский меридиан i el diari de Leningrad "Gairebé tres anys", rus: Почти три года.
Va traduir al rus poetes ucraïnesos com Taràs Xevtxenko, i altres poetes estrangers, com ara Paul Éluard, Sándor Petőfi Rainis i d'altres. Vera M. Ínber va morir l'11 de novembre de 1972. Està enterrada al cementiri Vedénskoie (Cementiri de la Presentació de la Verge), a Moscou.